# 유우 (경성희후)
유우(劉禹, ? ~ ?)는 전한의 제후로, 하간헌왕의 증손이다.

## 생애
아버지 유구의 뒤를 이어 경성후(景成侯)에 봉해졌다. 시호를 희(釐)라 하였고, 작위는 아들 유복이 이었다.

## 출전
- 반고, 《한서》 권15하 왕자후표 下

| 선대 아버지 경성경후 유구 | 전한의 경성후 ? ~ ? | 후대 아들 경성절후 유복 |